# Žikica Jovanović Španac
Živorad Žikica Jovanović (en serbe cyrillique : Живорад Жикица Јовановић ; né le 17 mars 1914 à Valjevo et mort le 13 mars 1942 à Radanovci), surnommé « Španac » (Шпанац), l'« Espagnol », était un Partisan communiste yougoslave qui s'est battu en Yougoslavie contre les nazis lors de la Seconde Guerre mondiale.

## Biographie

### Avant la Seconde Guerre mondiale
Živorad Jovanović est né à Valjevo, en Serbie centrale, dans une famille nombreuse de propriétaires terriens et de marchands ; il effectua ses études secondaires dans sa vile natale puis suivit les cours de la Faculté de Philosophie de l'Université de Belgrade. En 1936, avant d'avoir terminé ses études, tout comme d'autres intellectuels de son temps il s'engagea en tant que volontaire pour soutenir la Seconde République espagnole dans la Guerre d'Espagne. Il s'y fit remarquer par ses talents dans la guérilla et s'illustra notamment au cours du siège de Madrid qui opposa les Brigades internationales et l'Armée espagnole d'Afrique. À la tête de la Brigade des volontaires des Balkans, il participa à plusieurs engagements militaires. Il combattit à la bataille de l'Èbre et à la bataille de Teruel, jusqu'à l'offensive de Catalogne en 1939, qui se termina par la prise de Barcelone et la chute de la République. C'est au cours de ces combats en Espagne que Živorad Jovanović reçut de ses camarades de brigade le surnom de Španac, l'« Espagnol ».
Après l'échec des Républicains, Španac réussit à passer en France. En revanche, le pays venait d'être envahi par les forces du IIIe Reich et il fut arrêté par la Gestapo en tant qu'ennemi étranger. Avec d'autres, il réussit à s'échapper et à rejoindre Marseille, d'où il passa en Italie.

### Seconde Guerre mondiale

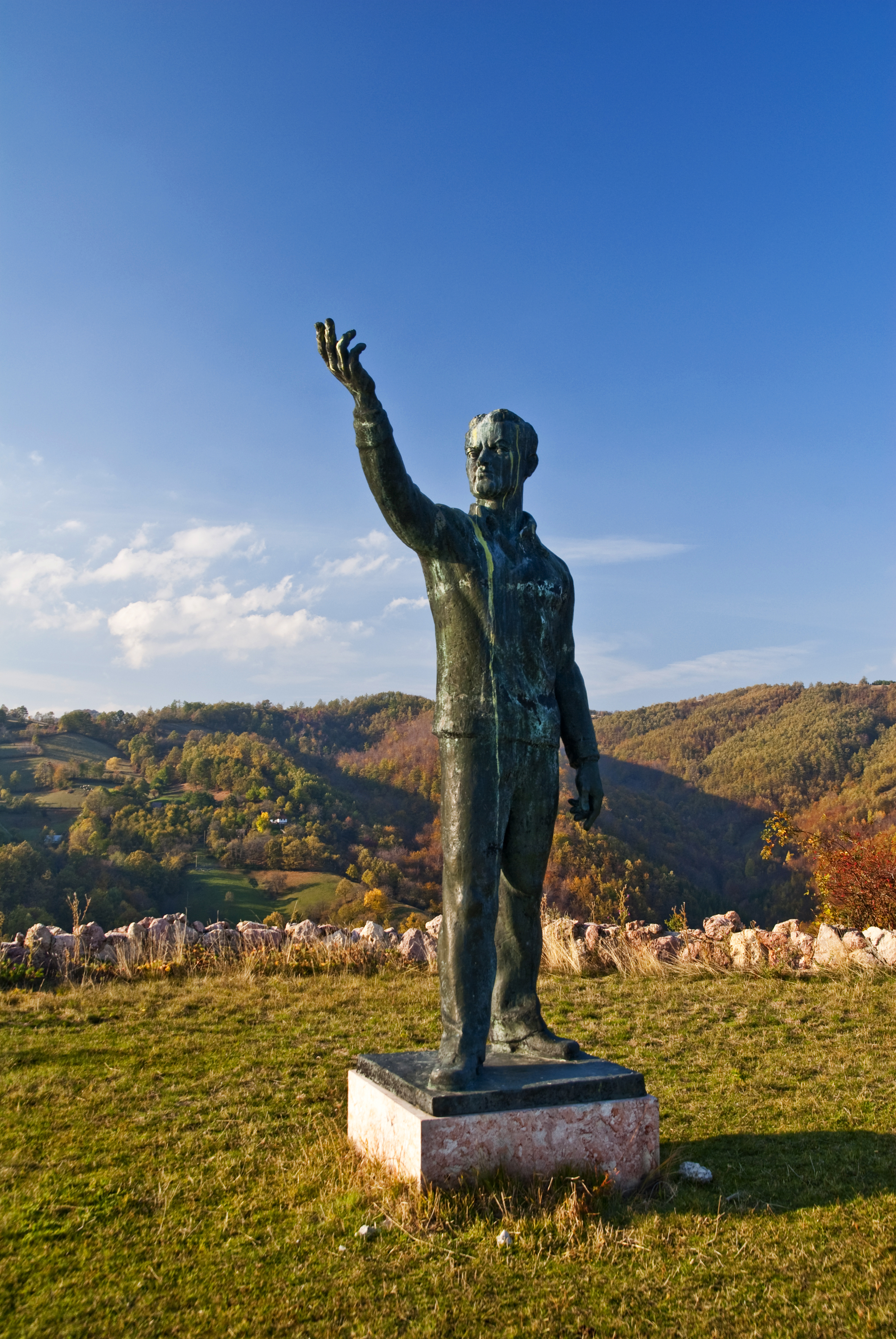
Monument à Radanovci

En avril 1941, après l'invasion de la Yougoslavie par les forces de l'Axe et après la bataille de Grèce, Jovanović tenta de lutter contre les nazis dans l'armée du Royaume mais comme, depuis le règne du roi Alexandre Ier, il était soupçonné d'activités antinationales, sa volonté d'engagement essuya un refus.
Trois mois plus tard, il avait rejoint les Partisans de Josip Broz Tito. L'histoire officiel de la République fédérative socialiste de Yougoslavie le présente comme l'instigateur de l'insurrection communiste contre l'occupant nazi : le 7 juillet 1941, à Bela Crkva, Jovanović tua deux gendarmes qui tentaient de disperser une réunion publique qu'il avait organisée dans le village ; montant alors sur les marches de l'hôtel de ville, il aurait tiré en l'air et prononcé des paroles qui allaient devenir un cri de ralliement des communistes de Yougoslavie : « Mort au fascisme, liberté pour le peuple ». Sous le régime communiste, la date du 7 juillet a été retenue comme jour de fête nationale.
Žikica Jovanović Španac est mort le 13 mars 1942 à Radanovci, près de Kosjerić, lors d'un combat opposant les Partisans communistes, les Tchetniks royalistes et un bataillon de la police allemande[réf. nécessaire].

## Héritage
Le 6 juillet 1945, Žikica Jovanović Španac a été proclamé Héros national de la Yougoslavie.
Španac est souvent évoqué dans les chansons du groupe de rock yougoslave Riblja Čorba. Plusieurs écoles et un hôpital de Valjevo portent son nom. Avant les années 1990, le régime communiste l'a souvent cité comme un modèle de combattant.